# Stary Janków
Stary Janków (prononciation : [ˈstarɨ ˈjaŋkuf]) est un village polonais situé dans la gmina de Radzymin dans le powiat de Wołomin et en voïvodie de Mazovie dans le centre-est de la Pologne.
Il se situe à environ 5 kilomètres au sud-est de Radzymin, 4 kilomètres au nord de Wołomin (siège du powiat), et à 24 kilomètres au nord-est de Varsovie (capitale de la Pologne).

## Histoire
De 1975 à 1998, le village appartenait administrativement à la voïvodie de Varsovie.